# Гуо-де-Люшон
Гуо́-де-Люшо́н (фр. Gouaux-de-Luchon, окс. Guaus de Luishon) — коммуна во Франции, находится в регионе Юг — Пиренеи. Департамент — Верхняя Гаронна. Входит в состав кантона Баньер-де-Люшон. Округ коммуны — Сен-Годенс.
Код INSEE коммуны — 31222.

## География
Коммуна расположена приблизительно в 680 км к югу от Парижа, в 110 км к юго-западу от Тулузы.

## Климат
Климат умеренно-океанический. Зима мягкая и снежная, весна характеризуется сильными дождями и грозами, лето сухое и жаркое, осень солнечная. Преобладают сильные юго-восточные и северо-западные ветры.

## Население
Население коммуны на 2010 год составляло 46 человек.
| 1962 | 1968 | 1975 | 1982 | 1990 | 1999 | 2010 |
| ---- | ---- | ---- | ---- | ---- | ---- | ---- |
| 85   | 59   | 53   | 53   | 46   | 44   | 46   |

## Экономика
В 2010 году среди 30 человек трудоспособного возраста (15—64 лет) 15 были экономически активными, 15 — неактивными (показатель активности — 50,0 %, в 1999 году было 64,5 %). Из 15 активных жителей работали 14 человек (8 мужчин и 6 женщин), безработным был 1 мужчина. Среди 15 неактивных 1 человек был учеником или студентом, 12 — пенсионерами, 2 были неактивными по другим причинам.

## Фотогалерея
- Гуо-де-Люшон
- Гуо-де-Люшон
- Водопад Пеш-де-Бель
- Карта коммуны